# Jacob Höhle
Johann Jacob Höhle (* 2. Mai 1777 in Waldeck (Stadt); † 27. Februar 1846 ebenda) war ein deutscher Politiker, MdL Waldeck.

## Leben
Höhles Vater war der Kirchenprovisor und Ratsherr in Waldeck, Johann Henrich Höhle (1743–1802), seine Mutter war Marie Elisabeth, geb. Bötger (1753–1791). Er heiratete 1798 Henriette Catharina Morhenne (1781–1851). Im gleichen Jahr erwarb Höhle das Bürgerrecht der Stadt Waldeck. Von 1805 bis 1807 war er Kirchenprovisor, 1821 Pfennigmeister und 1821/22 Ratsgewandter. Höhle war mehrmals Bürgermeister der Stadt Waldeck (1826–1828, 1829–1830, 1831–1832 und 1835–1836). Zu diesen Zeiten war er jeweils auch Waldeckischer Landstand.